# Monestir d'Hemis
El monestir d’Hemis es troba al districte de Ladakh, a l'estat indi de Jammu i Caixmir, aigua amunt de Leh. en una vall secundària a la riba esquerra de l'Indus. El seu origen està relacionat amb Bhutan; va ser fundat el 1626 per Taktsang Repa (1573-1651), un monjo d'aquell país considerat una reencarnació de Milarepa i relacionat amb el rei de Ladakh Senge Namgyal (1575-1620), que l'havia fer venir a aquest país. Des del seu inici aquest monestir pertany a l'orde drukpa-kaguiü, que és el dominant a Bhutan.
El monestir es va fundar sota una cova que havia estat descoberta anteriorment per Gyalwa Gotsangpa (1189-1258). Taktsang Repa i les seves successives reencarnacions van esdevenir els guies espirituals de la monarquia de Ladakh. El segon Taktsang Repa va encarregar-se de l'educació del fill del rei Deldan Namgyal (1620-1640), conegut amb el nom de Gyalsey Rinpotxe. Va visitar el Tibet i quan va tornar s'encarregà de continuar amb la construcció del monestir, va instituir el festival anual i va ordenar la confecció d'un gran thangka que encara es conserva.
La façana del monestir tanca un gran pati. Unes escales porten al Dukhang i al Tsogkhang. Les dependències es desenvolupen en diferents nivells, a la part posterior hi ha el Lhakhang Nima (o temple vell).

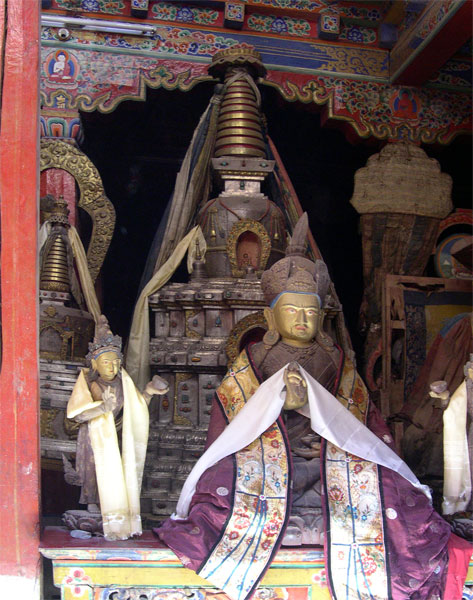
Interior d'una capella
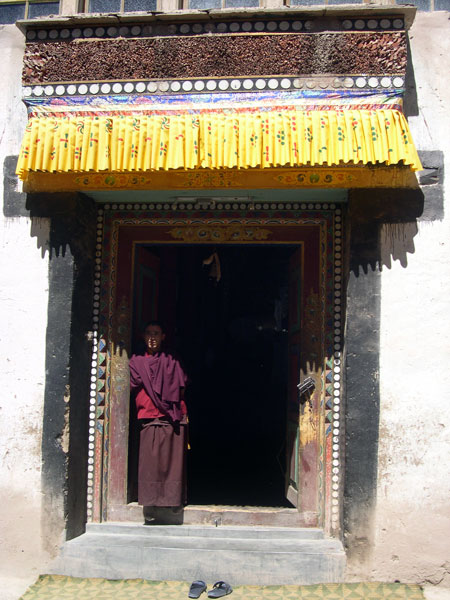
Porta de la capella
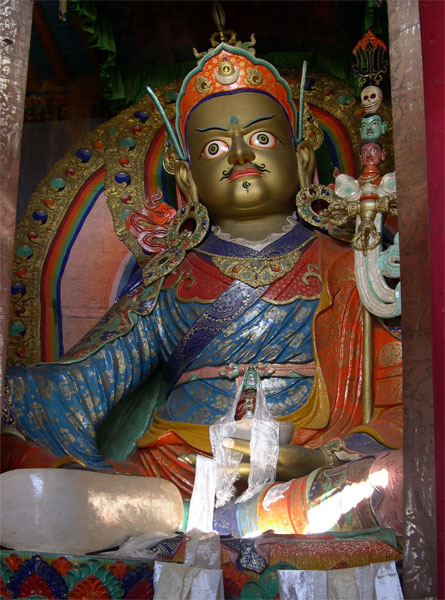
Imatge gegantina de Padmasambhava
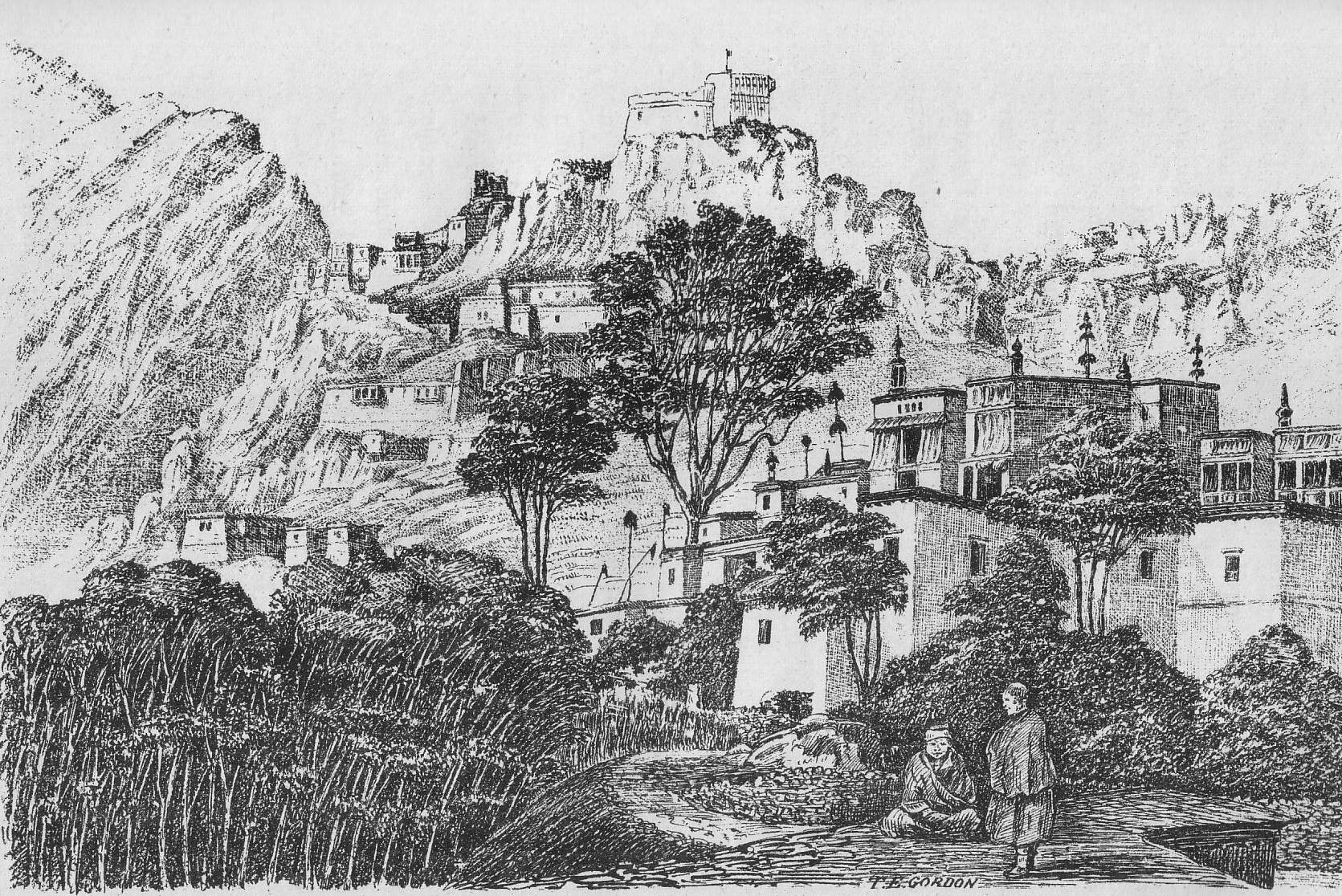
Hemis en un gravat del 1876
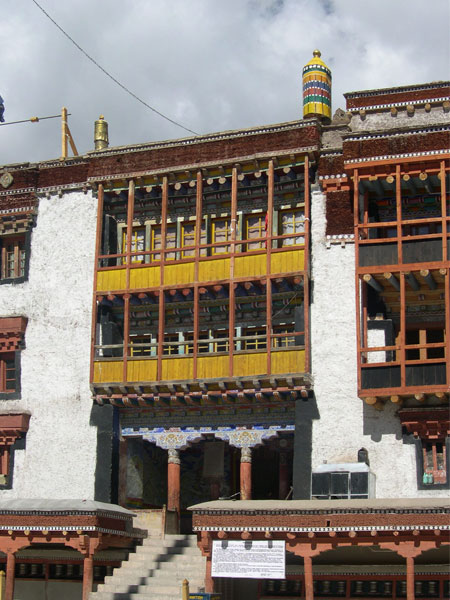
Façana del Dukhang, al monestir d'Hemis
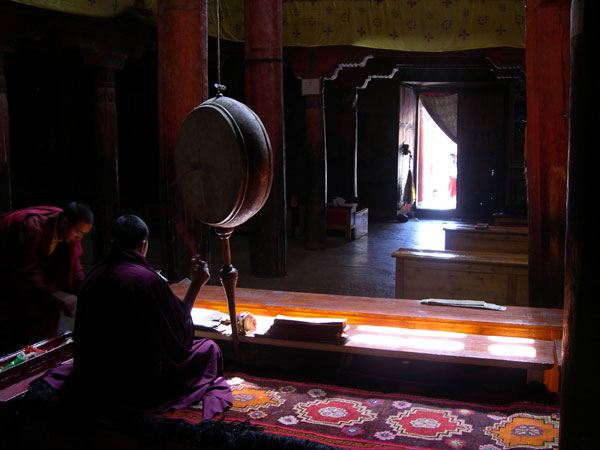
Interior del Dukhang